# Стів (атмосферне явище)

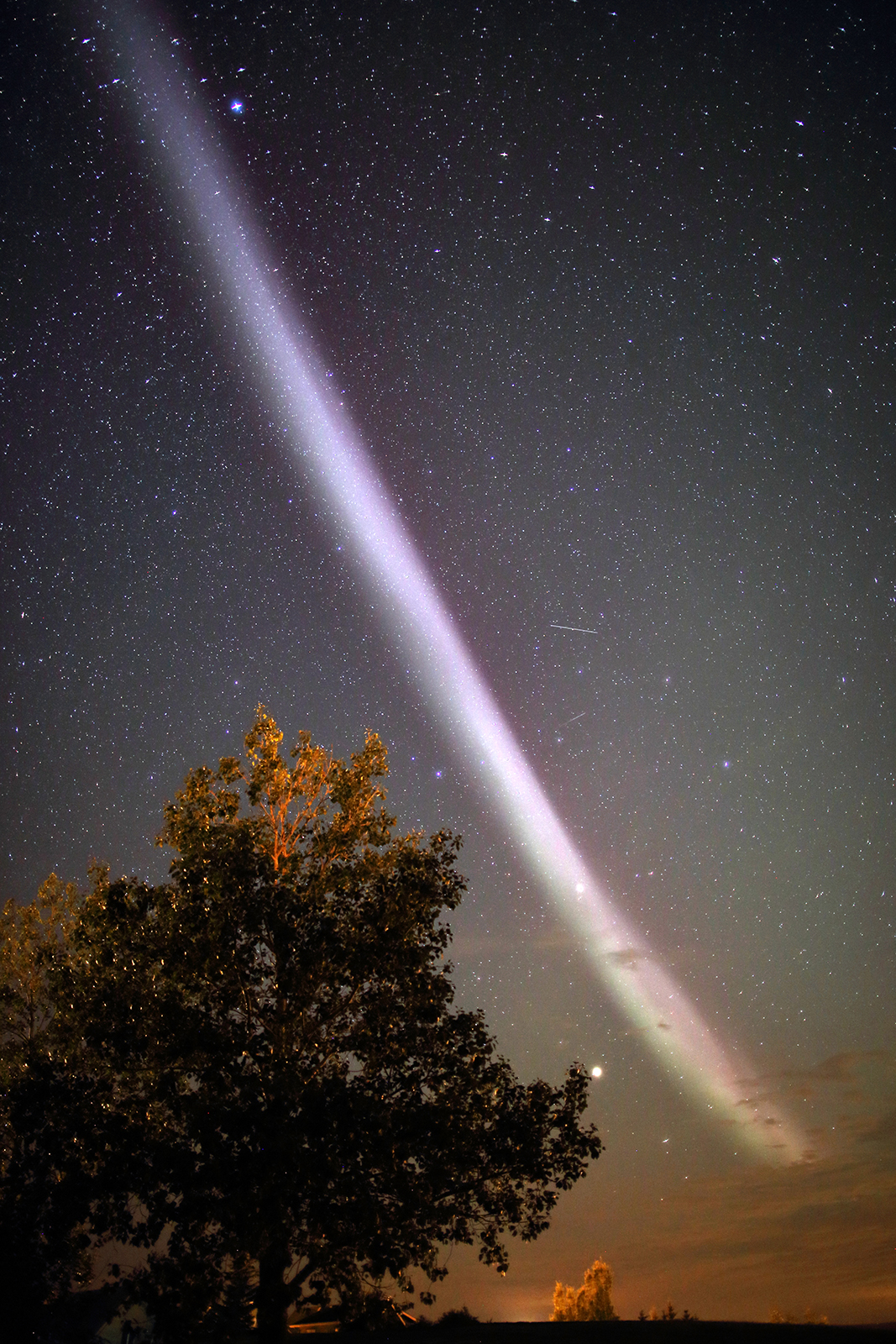
Стів на фото

Стів (англ. STEVE: Strong Thermal Emission Velocity Enhancement — сильне підвищення швидкості теплового випромінювання) — атмосферне явище. Це дуга шириною 25—30 км, яка тягнеться на сотні або тисячі кілометрів зі сходу на захід. Феномен може залишатися на небі годину або довше і має сезонний характер, зникаючи з жовтня по лютий. Стів зазвичай набуває фіолетових відтінків і часто супроводжується зеленими короткочасними утвореннями у вигляді частоколу. Явище виникає в Північній півкулі вздовж тих же широт, що і Калгарі в Альберті.
Один із супутників Swarm пролетів прямо скрізь Стіва. На висоті 300 км датчики зафіксували підвищення температури на 3 тисячі градусів Цельсія, а дані показали 25-кілометрову стрічку газу, що пливе на захід зі швидкістю 6—10 км/с.

## Відкриття та назва
Явище було відоме протягом десятиліть[відсутнє в джерелі], проте наукове пояснення офіційно отримало лише наприкінці 2016 року [відсутнє в джерелі] — після того, як його помітила група аматорів-фотографів, що спостерігали за полярним сяйвом. Фотографи спершу помилково прийняли його за феномен протонного полярного сяйва, однак професор фізики Ерік Донован із Калгарського університету заперечив таке походження, оскільки протонні полярні сяйва невидимі. Тоді Кріс Ратцлафф (англ. Chris Ratzlaff), один зі спостерігачів, запропонував назвати його Стівом. Пропозиція відсилає до анімаційної комедії «Лісова братія», у якій герої, стикаючись із чимось невідомим, називають його «Стів».
Науковець Роберт Лисак на презентації Еріка Донована в грудні 2016 року[відсутнє в джерелі] запропонував використовувати бекронім «Strong Thermal Emission Velocity Enhancement» (STEVE, Сильне підвищення швидкості теплового випромінювання). Відтоді цей термін офіційно використовує NASA[відсутнє в джерелі].

## Історія спостереження та вивчення
5 листопада 2023 року, у вечірній час, як повідомляє видання Independent, STEVE можна було побачити над деякими країнами Європи, зокрема Великою Британією. «Він був викликаний гарячими потоками газу, що проходять через магнітосферу Землі зі швидкістю понад 13 тис. миль/год», — повідомило видання з посиланням на SpaceWeather.com.